# Garešnica
Garešnica er en by i Bjelovar-Bilogora distrikt, i Kroatien, der ligger i den geografiske region Moslavina. Byen har  i alt 10.472 indbyggere, hvoraf 85% er kroater.
Garešnica ligger  i det centrale Kroatien ved foden af bjerget Moslavačka gora, 17 km  nordøst for Kutina, hvor statsvejene D45 (Kutina – Veliki Zdenci) og D26 (Vrbovec – Daruvar) krydser hinanden. Den blev første gang nævnt i 1527. Kirken Vor Frue Visitation blev bygget i 1752 og har stadig meget originalt inventar.
Byen har et mindesmærke over sine afdøde forsvarere fra den kroatiske uafhængighedskrig.

## Bosættelser
Følgende landsbyer og bebyggelser hører under byen Garešnica:
 
- Ciglenica, indb: 368
- Dišnik, indb: 343
- Duhovi, indb: 111
- Garešnica, indb: 3,874
- Garešnički Brestovac, indb: 908
- Gornji Uljanik, indb: 116
- Hrastovac, indb: 479
- Kajgana, indb: 271
- Kaniška Iva, indb: 466
- Kapelica, indb: 546
- Mala Bršljanica, indb: 48
- Mali Pašijan, indb: 190
- Malo Vukovje, indb: 122
- Rogoža, indb: 248
- Tomašica, indb: 365
- Trnovitički Popovac, indb: 392
- Uljanički Brijeg, indb: 26
- Uljanik, indb: 287
- Velika Bršljanica, indb: 228
- Veliki Pašijan, indb: 344
- Veliki Prokop, indb: 48
- Veliko Vukovje, indb: 251
- Zdenčac, indb: 441

## Historie
I slutningen af det 19. og begyndelsen af det 20. århundrede var Garešnica en distriktshovedstad i Bjelovar-Križevci-distriktet i Kongeriget Kroatien-Slavonien.